# Dekanat pokupsko-vukomerički
Dekanat pokupsko-vukomerički – jeden z 8 dekanatów rzymskokatolickich wchodzących w skład archidiakonatu katedralnego diecezji sisackiej w Chorwacji. 
Według danych na październik 2015 roku, w jego skład wchodziło 7 parafii.

## Lista parafii
Źródło:
| Lp. | Miejscowość          | Parafia                                                                           | Proboszcz            | Kościół                                                                                     | Grafika |
| --- | -------------------- | --------------------------------------------------------------------------------- | -------------------- | ------------------------------------------------------------------------------------------- | ------- |
| 1   | Donja Kupčina        | Parafia św. Marii Magdaleny                                                       | mons. Franjo Ćuk     | Katedra św. Marii Magdaleny w Donja Kupčina                                                 |         |
| 2   | Dubranec             | Parafia Matki Bożej Śnieżnej                                                      | vlč. Josip Jerković  | Kościół Matki Bożej Śnieżnej w Dubranec                                                     |         |
| 3   | Kravarsko            | Parafia Podwyższenia Krzyża Świętego                                              | vlč. Ivan Kljunić    | Kościół Podwyższenia Krzyża Świętego w Kravarsko                                            |         |
| 4   | Lasinja              | Parafia św. Antoniego Padewskiego i Najświętszej Maryi Panny Królowej Męczenników | vlč. Stjepan Bradica | Kościół św. Antoniego Padewskiego i Najświętszej Maryi Panny Królowej Męczenników w Lasinja |         |
| 5   | Pisarovinska Jamnica | Parafia św. Marcina, biskupa                                                      | vlč. Malković Josip  | Kościół św. Marcina w Pisarovinska Jamnica                                                  |         |
| 6   | Pokupsko             | Parafia Narodzenia Najświętszej Maryi Panny                                       | vlč. Željko Jurković | Kościół Narodzenia Najświętszej Maryi Panny w Pokupsko                                      |         |
| 7   | Šišljavić            | Parafia św. Józefa                                                                | mons. Franjo Čuk     | Kościół św. Józefa w Šišljavić                                                              |         |